# Castell de Guardiola (Sant Salvador de Guardiola)
El Castell de Guardiola és una obra del municipi de Sant Salvador de Guardiola (Bages) declarada bé cultural d'interès nacional.

## Descripció
Les restes del castell serviren per bastir el gran casal de Can Miralda, que ocupa el seu setial.
Es tracta d'una construcció militar: ruïnes de l'antic castell de Guardiola del qual només en queden dos panys de paret de la torre que formen angle recte (5 m d'alt el punt més alt i 2,90, el més baix). La gruixària d'aquest murs és de 80 cm. L'aparell és fet amb blocs de pedra sense polir, disposats a filades horitzontals i de mides mitjanes, units amb morter de sorra i calç. Es tracta d'una torre prismàtica datable entre el segle xi i XII, probablement inscrita dins un recinte casteller més gran del qual avui no se'n conserva res.

## Història
És un castell termenat, documentat el 925.
El castell de Guardiola, situat en un punt estratègic, tenia un ampli terme que incloïa l'actual municipi de St. Salvador de Guardiola, la zona de Vallformosa (avui de Rajadell) però no controlava el lloc de Salelles que pertanyia al terme de la ciutat de Manresa.
És documentat des de l'any 924 i malgrat la seva situació estratègica es desconeixen més dades sobre la seva significació, castlans, etc. L'única relació documentada és la de la família de Sal·la, fundador del monestir de St. Benet de Bages. Les notícies són més freqüents a partir del s.XIV i XV.